# Lithothamnion crispatum
Lithothamnion crispatum Hauck, 1878  é o nome botânico  de uma espécie de algas vermelhas  pluricelulares do gênero Lithothamnion, subfamília Melobesioideae.
- São algas marinhas encontradas na Europa e África e Turquia.

## Sinonímia
- Lithophyllum crispatum  Hauck
- Archaeolithothamnion crispatum  (Hauck) Foslie, 1900